# NGC 5375
NGC 5375 (ook: NGC 5396) is een balkspiraalstelsel in het sterrenbeeld Jachthonden. Het hemelobject werd op 16 mei 1784 ontdekt door de Duits-Britse astronoom William Herschel.

## Synoniemen
- IRAS 13546+2924
- UGC 8865
- KARA 605
- MCG 5-33-27
- ZWG 162.35
- PGC 49604